# Сурінья Вонґса
Сурінья Вонґса (лаос. ສຸຣິຍະວົງສາທັມມິກຣາດ; 1618–1694) — тридцятий правитель королівства Лансанг. Період його володарювання вважається золотою добою держави.

## Біографія
Був сином короля Тоне Кхама. Зійшов на трон 1638 року після смерті дядька, короля Вічаї.
Задля забезпечення стабільності в державі новий король одразу ж усунув можливих суперників, відіславши свого брата до В'єтнаму, а кузенів — до Сіаму. Він був жорстким монархом і встановив у своїй країні суворі закони. Був вельми шанованим правителем, і вже за п'ять років після сходження на престол слава про нього сягнула представників Голландської Ост-Індійської компанії у Пномпені. 1641 року до В'єнтьяна прибула перша європейська торгова місія на чолі з єзуїтом Джованні Марією Лерією.
Більшість відомостей про Лаос XVII століття надійшли саме від тих голландських гостей. Зокрема вони повідомляють, що країна процвітала, у столиці було багато монастирів і ченців, «більше, ніж солдатів у короля Пруссії». Також європейці описали вільний ринок і торгівлю, завдяки яким до Європи постачались бензойна смола, лак, джерелом якого були комахи Kerriidae, мускус та інші продукти.
Сурінья Вонґса оголосив, що не визнає жодного іншого правителя рівним собі, хоч і уклав угоди про співпрацю з більшістю правителів сусідніх держав. На знак дружніх відносин між Лансангом і Аюттхаєю Сурінья Вонґса спільно з тамтешнім королем Нараєм збудували ступу Прататсіснграк у Дансаї (сучасний Таїланд).
На відміну від свого друга Нарая, який приймав посланців із великою помпою, носив вишукане вбрання та насолоджувався іноземними предметами розкоші (оксамит, перські килими тощо), Сурінья Вонґса не носив корони та вважав за краще сидіти на очеретяних килимках. Більшість тогочасних відвідувачів Лансангу зазначали, що король витрачав значну частину своїх статків на розвиток релігії.
Витрачаючи кошти на розвиток культури та релігії, король украй мало уваги приділяв обороноздатності своєї держави та іншим питанням внутрішньої політики. Дослідники вважають, що це стало головною причиною занепаду Лансангу після смерті Сурінья Вонґса.
1694 року Сурінья Вонґса помер, не лишивши спадкоємців: одного сина він стратив за перелюбство, а інший 1686 року втік разом з мачухою та 600 послідовниками до Аюттхаї. Після смерті короля трон зайняв Тіан Тала, який походив зі знатної родини, але не мав відношення до королівського роду.
Від того моменту почався період занепаду держави Лансанг.